# Gianni Infantino
Giovanni Vincenzo Infantino, detto Gianni (Briga, 23 marzo 1970), è un dirigente sportivo italiano con cittadinanza svizzera, presidente della FIFA dal 26 febbraio 2016.

## Biografia
Nato in Svizzera nel 1970 da genitori provenienti dall'Italia (padre originario di Reggio Calabria, madre del bresciano), possiede la cittadinanza di entrambi i Paesi.
I suoi genitori vissero a Domodossola prima di trasferirsi oltre confine a Briga per lavoro.
Da calciatore Infantino raggiunse come massimo livello la quarta lega, ovvero la penultima divisione del sistema calcistico svizzero; simpatizzante della squadra italiana dell'Inter, tutta la sua carriera si è svolta nel campo della giurisprudenza dello sport.
Divenuto infatti avvocato e specializzatosi in diritto sportivo, tra i primi incarichi assunti fu segretario del Centro Internazionale Studi Sportivi all'Università di Neuchâtel.
Nel 2000 entrò nell'UEFA, della cui divisione affari legali e licenze per club divenne direttore nel 2004; tre anni dopo divenne vice segretario generale di tale organizzazione, e segretario nel 2009.
Per conto dell'UEFA negli anni ha anche gestito i rapporti con entità politiche come la Commissione europea e il Consiglio europeo. Era considerato molto vicino a Platini, di cui è stato stretto collaboratore. Era noto per essere il cerimoniere dei sorteggi delle maggiori competizioni UEFA (Champions League, Europa League e campionato europeo), ruolo che non ha più ricoperto una volta diventato il presidente della FIFA, venendo sostituito da Giorgio Marchetti. Sposato e padre di quattro figlie, parla diverse lingue: tedesco, italiano, inglese, francese, spagnolo e arabo.

### La presidenza FIFA
Infantino era il candidato ufficiale UEFA alla successione di Sepp Blatter alla presidenza della FIFA, carica dalla quale quest'ultimo si dimise quattro giorni dopo l'ultima rielezione.
Il 26 febbraio 2016 dunque, al secondo scrutinio, Infantino fu eletto presidente della FIFA fino al 2019 (ossia, per il residuo del mandato del presidente uscente Blatter) con 115 voti su 207 delegati.
La prima presidenza si concentra sul riposizionamento della FIFA come organizzazione credibile, affidabile, moderna, professionale e responsabile, volta a rivoluzionare i propri investimenti per lo sviluppo del calcio in tutto il mondo.
Dalla sua prima elezione, Infantino ha portato riforme di ampio respiro nella FIFA, allargando la partecipazione al campionato mondiale a 48 squadre, a partire dall'edizione 2026 e introducendo l'utilizzo del VAR a partire dall'edizione 2018. Inoltre è stato promotore dell'allargamento della Coppa del mondo per club FIFA a 32 squadre a partire dall'edizione 2025.
Inoltre, il Forward Programme ha ampliato gli orizzonti della FIFA, dandole un ruolo più attivo come membro responsabile della società globale, sia attraverso la promozione dell'istruzione e delle abilità di vita attraverso il calcio per i bambini nell'ambito del programma FIFA Football for Schools, alla protezione dei minori e dei membri più vulnerabili della famiglia del calcio con l'iniziativa FIFA Guardians, o collaborando con organizzazioni internazionali, tra cui varie agenzie delle Nazioni Unite, dell'Unione Africana, dell'ASEAN e del Consiglio d'Europa, per utilizzare il potere unico del calcio come motore di un progresso sociale positivo.
Il 1º dicembre 2018 a Buenos Aires Infantino è stato il primo presidente della FIFA a essere invitato a un summit del G20. Il 5 giugno 2019, con il voto unanime dei 211 delegati, è stato confermato presidente con mandato quadriennale fino al 2023. Il 16 marzo 2023, per acclamazione, viene rieletto presidente fino al 2027.
Durante il suo mandato ha promosso anche riforme volte a rafforzare la protezione dei diritti sociali delle calciatrici. Sono state introdotte norme minime a sostegno della maternità, e in particolare il congedo di maternità obbligatorio di almeno 14 settimane, con il versamento di due terzi dello stipendio e l'obbligo per i club di reintegrare nell'organico le atlete, fornendo loro supporto dal punto di vista fisico e medico.

## Onorificenze

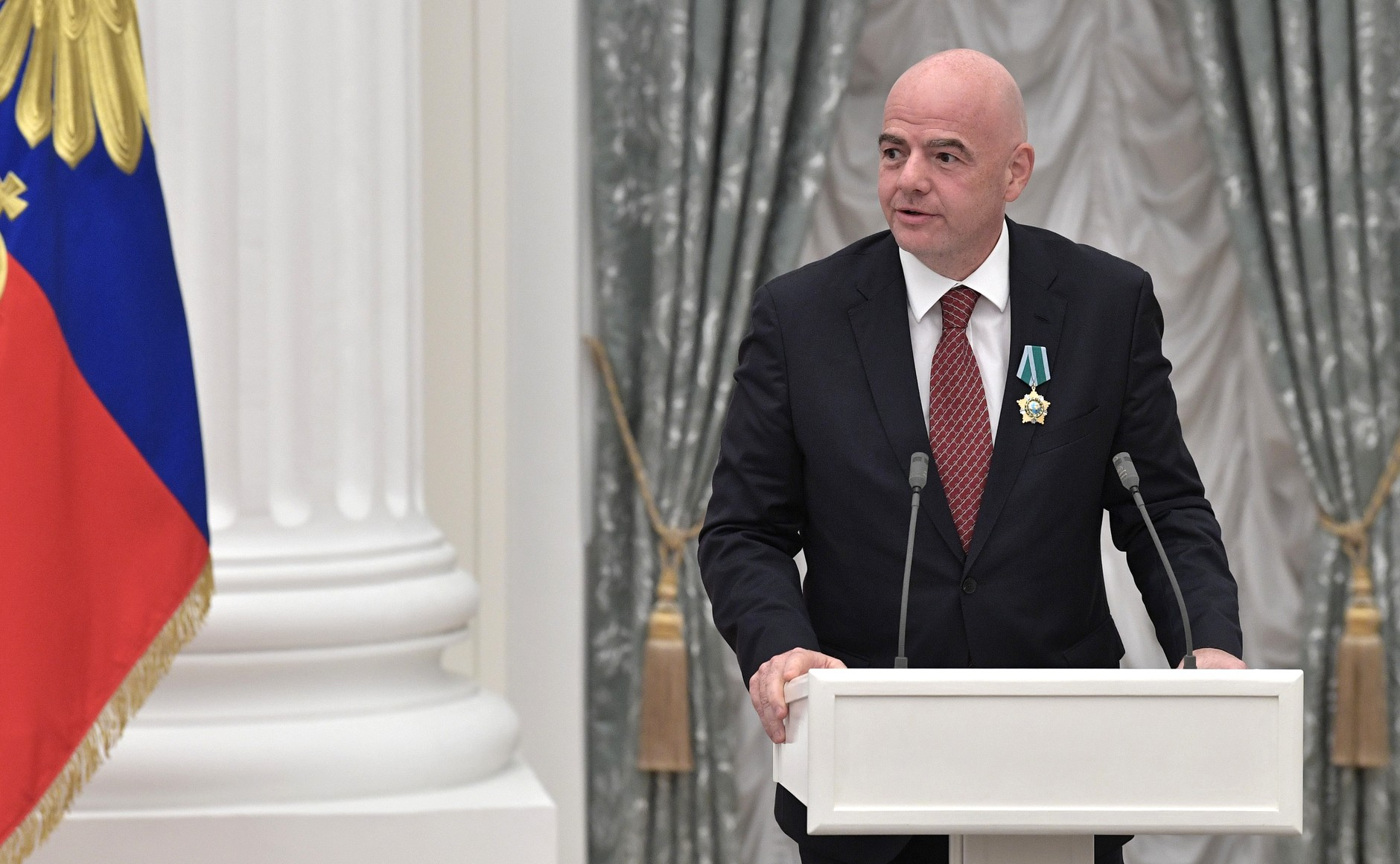
Infantino alla cerimonia di conferimento dell'onorificenza Russa dell'Ordine dell'Amicizia (23 maggio 2019)